# 知波田村
知波田村（ちばたむら）は静岡県の西部、敷知郡・浜名郡に属していた村である。現在の湖西市北部にあたる。

## 地理
- 湖沼：浜名湖

## 歴史
- 1889年（明治22年）4月1日 - 町村制の施行により、大知波村、太田村、神座村、横山村、利木村が合併して敷知郡知波田村が発足。
- 1896年（明治29年）4月1日 - 郡制の施行により所属郡が浜名郡に変更。
- 1945年（昭和20年）6月20日 - 知波田村役場が大知波498番地より太田463番地の1へ移転。[1]
- 1955年（昭和30年）4月1日 - 白須賀町・鷲津町・新所村・入出村と合併して湖西町が発足。同日知波田村廃止。

## 交通

### 鉄道路線
- 日本国有鉄道
  - 二俣線（現天竜浜名湖鉄道天竜浜名湖線）
    - 知波田駅